# سرود رستگاری
سرود رستگاری (به انگلیسی: Redemption Song) نام آهنگی از باب مارلی، خواننده سبک رگی اهل جامائیکا است. این آهنگ، آخرین ترک از نهمین آلبوم باب مارلی و ویلرز به نام قیام است که توسط کریس بلکول تهیه‌شده و توسط آیلند رکوردز هم منتشر شده است. از این اثر همواره به عنوان یکی از برترین آثار مارلی یاد می‌شود. برخی از اشعار این آهنگ از یکی از سخنرانی‌های مارکوس گاروی، خطیب پان آفریقایی گرفته شده است. در حوالی زمان نوشتن این ترانه، حوالی سال ۱۹۷۹، تشخیص داده شده بود که باب مارلی به سرطان پوست مبتلاست است که بعدها بر اثر همین سرطان از دنیا رفت. بر طبق گفته ریتا مارلی، «او از قبل به طور مخفیانه درد می‌کشید و با مرگ دست و پنجه نرم می‌کرد، که در سرتاسر آلبوم می‌توان آن را دید، خصوصاً در این آهنگ».